# ماركوس غراهام
ماركوس غراهام (بالإنجليزية: Marcus Graham)‏ هو ممثل أسترالي، ولد في 11 أكتوبر 1963 في أستراليا.

## وصلات خارجية
- ماركوس غراهام على موقع IMDb (الإنجليزية)
- ماركوس غراهام على موقع قاعدة بيانات الفيلم (الإنجليزية)